# Hirvisaaret (ö i Birkaland, Tammerfors, lat 61,44, long 23,54)
Hirvisaaret är en ö i Finland. Den ligger i sjön Pyhäjärvi och i kommunen Birkala i den ekonomiska regionen Tammerfors och landskapet Birkaland, i den södra delen av landet, 160 km nordväst om huvudstaden Helsingfors. Öns area är 0,6 hektar och dess största längd är 150 meter i sydöst-nordvästlig riktning.  Notera att namnet antyder att det är fråga om flera öar.